# Andreas Schaad
Andreas Schaad (né le 18 avril 1965 à Oberhallau), est un skieur suisse, ancien spécialiste du combiné nordique.
Il fait ses débuts en 1985 et se retira en 1994. Au cours de sa carrière, il remporta deux médailles olympiques, toutes deux dans l'épreuve par équipe : l'argent en 1988 et le bronze en 1994, entretemps il remporta une médaille d'argent aux championnats du monde de 1989. Son meilleur classement en coupe du monde fut une troisième place en 1988.

## Palmarès

### Jeux olympiques d'hiver
- Jeux Olympiques de 1988 à Calgary (Canada) :
  -  Médaille d'argent par équipe
- Jeux Olympiques de 1994 à Lillehammer (Norvège) :
  -  Médaille de bronze par équipe

### Championnats du monde
- Championnats du monde de 1989 à Lahti (Finlande) :
  -  Médaille d'argent par équipe

### Coupe du monde
- Meilleur classement au général : 3e en 1988
- Une deuxième place ( Le Brassus, le 16 janvier 1988)
- Une troisième place ( Seefeld, le 23 janvier 1988)
- Nombreuses participations entre décembre 1985 et janvier 1994

### Coupe du monde B
- Une victoire ( Berchtesgaden, le 24 février 1991)
- Une deuxième place ( Chaux-Neuve, le 23 décembre 1990)